# Liste der Stolpersteine in Frankfurt-Nieder-Eschbach
Die Liste der Stolpersteine in Frankfurt am Main führt die vom Künstler Gunter Demnig verlegten Stolpersteine in Frankfurt am Main auf. Die Initiative Stolpersteine in Frankfurt am Main e. V. hat seit November 2003 die Verlegung von ca. 2000 Stolpersteinen, mindestens fünf Kopfsteinen und mindestens vier Stolperschwellen veranlasst. Die Initiative wird von der Stadt Frankfurt sowie von zahlreichen Institutionen, darunter das Jüdische Museum und das Institut für Stadtgeschichte unterstützt.
Die Steine erinnern an Menschen, die während der Zeit des Nationalsozialismus verfolgt, verhaftet, gequält, entrechtet, zur Flucht oder zum Suizid getrieben oder ermordet wurden. An ihrem letzten frei gewählten Wohnort in Frankfurt erinnern die Steine an alle Opfer des Nationalsozialismus: an Juden, Sinti und Roma, politisch Verfolgte, Zeugen Jehovas, Homosexuelle und Zwangsarbeiter, an als „asozial“ gebrandmarkte Menschen und an die Opfer der sogenannten „Euthanasie“-Morde an Kranken und Behinderten.
Im Oktober 2018 verlegte Gunter Demnig in Frankfurt den europaweit siebzigtausendsten Stein.
Die Stadtteile sind nach der Liste der Stadtteile von Frankfurt am Main angelegt. In den nicht gelisteten Stadtteilen liegen bislang keine Stolpersteine.
Über die hinter den Namen der Opfer liegenden Links lässt sich die zugehörige Biographie auf der Homepage der Stadt Frankfurt aufrufen.

## Liste
| Adresse                    | Name                      | Verfolgungsschicksal                                                                                           | Verlegedatum | Bild | Sonstiger Gedenkstein | Anmerkung |
| -------------------------- | ------------------------- | --- | ------------ | ---- | --------------------- | --------- |
| An der Walkmühle 19a ·     | Seligmann 'Sally' Ehrlich | Seligmann Sally Ehrlich geb. 26.4.1887 Haft 15.6.-1.9.1938 KZ Sachsenhausen Flucht: 26.5.1939 Argentinien      | 12. 12. 2022 |      |                       |           |
| An der Walkmühle 19a ·     | Caroline Ehrlich          | Caroline Ehrlich, geb. Jacoby geb. 1.3.1893 26.5.1939 Argentinien                                              | 12. 12. 2022 |      |                       |           |
| An der Walkmühle 19a ·     | Bernhard Ehrlich          | Bernhard Ehrlich geb. 6.10.1921 26.5.1939 Argentinien                                                          | 12. 12. 2022 |      |                       |           |
| An der Walkmühle 19a ·     | Rudolf Ehrlich            | Rudolf Ehrlich geb. 6.7.1925 26.5.1939 Argentinien                                                             | 12. 12. 2022 |      |                       |           |
| Barthgartenweg 6 ·         | Karl Bruder               | Karl Bruder geb. 8.2.1917 1940 Universitäts-Nervenklinik Gießen Zwangssterilisation überlebt                   | 12. 12. 2022 |      |                       |           |
| Deuil-La-Barre-Straße 44 · | Siegmund Ehrlich          | Siegmund Ehrlich geb. 2.8.1879 Haft 3.2.-3.5.1936 Gießen Juni–Juli 1938 KZ Sachsenhausen Flucht 10.10.1938 USA | 12. 12. 2022 |      |                       |           |
| Deuil-La-Barre-Straße 44 · | Malchen Ehrlich           | Malchen Ehrlich, geb. Grünebaum geb. 6.2.1879 Flucht 18.10.1938 USA                                            | 12. 12. 2022 |      |                       |           |
| Deuil-La-Barre-Straße 44 · | Frieda Ehrlich            | Frieda Ehrlich geb. 27.6.1910 Flucht 29.8.1935 USA                                                             | 12. 12. 2022 |      |                       |           |
| Deuil-La-Barre-Straße 44 · | Ilse Ehrlich              | Ilse Ehrlich geb. 17.12.1913 Flucht 6.8.1935 USA                                                               | 12. 12. 2022 |      |                       |           |
| Alt-Niedereschbach 15 ·    | Sidonie Müller, geb. Hess | Sidonie Müller geb. 5.5.1874 Deportation 18 8.1942 Theresienstadt tod 28.8.1942                                | 12. 12. 2022 |      |                       |           |